# Coppa delle Coppe 1985-1986 (pallacanestro maschile)
La Coppa delle Coppe 1985-1986 di pallacanestro maschile venne vinta, per il secondo anno consecutivo, dal Barcellona.

## Risultati

### Primo turno
| Squadra 1         | Totale    | Squadra 2            | Andata | Ritorno |
| ----------------- | --------- | -------------------- | ------ | ------- |
| Manchester United | 179 - 143 | Tonego               | 95-58  | 84-85   |
| Chemosvit         | 175 - 170 | Fenerbahçe           | 104-76 | 71-94   |
| Haukar            | 170 - 172 | Täby                 | 88-83  | 82-89   |
| Opel Merksem      | 167 - 171 | Scavolini Pesaro     | 84-87  | 83-84   |
| KTP-Basket        | 153 - 150 | Csepel               | 81-75  | 72-75   |
| CSKA Sofia        | 172 - 183 | Jugoplastika Spalato | 85-84  | 87-99   |
| ENAD              | 113 - 219 | Maccabi Haifa        | 58-125 | 55-94   |
| Sparta Bertrange  | 145 - 190 | Panathinaikos Atene  | 73-101 | 72-89   |

### Ottavi di finale
| Squadra 1            | Totale    | Squadra 2            | Andata | Ritorno |
| -------------------- | --------- | -------------------- | ------ | ------- |
| Manchester United    | 135 - 217 | Ron Negrita Joventut | 74-105 | 61-112  |
| Chemosvit            | 151 - 187 | Stade français       | 80-84  | 71-103  |
| Täby                 | 183 - 199 | Scavolini Pesaro     | 86-100 | 97-99   |
| KTP-Basket           | 166 - 183 | Union Vienna         | 80-88  | 86-95   |
| Jugoplastika Spalato | 201 - 164 | Maccabi Haifa        | 114-78 | 87-86   |
| Vevey                | 166 - 154 | Panathinaikos Atene  | 82-75  | 84-79   |

Barcellona e CSKA Mosca qualificate automaticamente ai quarti.

### Quarti di finale

#### Gruppo A
|    | Squadra              | G | V | P | PF  | PS  | Dif  | P.ti |
| -- | -------------------- | - | - | - | --- | --- | ---- | ---- |
| 1. | Barcellona           | 6 | 5 | 1 | 670 | 575 | +95  | 11   |
| 2. | Scavolini Pesaro     | 6 | 4 | 2 | 632 | 617 | +15  | 10   |
| 3. | Jugoplastika Spalato | 6 | 3 | 3 | 626 | 557 | +69  | 9    |
| 4. | Union Vienna         | 6 | 0 | 6 | 526 | 705 | -179 | 6    |

#### Gruppo B
|    | Squadra              | G | V | P | PF  | PS  | Dif  | P.ti |
| -- | -------------------- | - | - | - | --- | --- | ---- | ---- |
| 1. | Ron Negrita Joventut | 6 | 5 | 1 | 618 | 506 | +112 | 11   |
| 2. | CSKA Mosca           | 6 | 4 | 2 | 572 | 500 | +72  | 10   |
| 3. | Stade français       | 6 | 2 | 4 | 526 | 558 | -32  | 8    |
| 4. | Vevey Riviera        | 6 | 1 | 5 | 479 | 631 | -152 | 7    |

|  | Qualificate alle semifinali |
|  | Eliminata                   |

### Semifinali
| Squadra 1        | Totale    | Squadra 2            | Andata  | Ritorno |
| ---------------- | --------- | -------------------- | ------- | ------- |
| Barcellona       | 184 - 169 | CSKA Mosca           | 100-81  | 84-88   |
| Scavolini Pesaro | 216 - 214 | Ron Negrita Joventut | 109-100 | 107-114 |

### Finale
| Squadra 1  | Risultato | Squadra 2        |
| ---------- | --------- | ---------------- |
| Barcellona | 101 - 86  | Scavolini Pesaro |

| Coppa delle Coppe 1985-1986 |
| --------------------------- |
| Barcellona 2º titolo        |

## Formazione vincitrice
| N° | Naz.                   | Ruolo | Sportivo                  |  | Alt. |  |
| -- | ---------------------- | ----- | ------------------------- |  | ---- |  |
| 4  | Spagna (bandiera)      | A     | Ángel Heredero            |  |      |  |
| 5  | Spagna (bandiera)      | P     | Arturo Fernández          |  |      |  |
| 6  | Spagna (bandiera)      | A     | Chicho Sibilio            |  |      |  |
| 7  | Spagna (bandiera)      | P     | Ignacio Solozábal         |  |      |  |
| 8  | Stati Uniti (bandiera) | C     | Steve Trumbo              |  |      |  |
| 9  | Stati Uniti (bandiera) | A     | Mark Smith (cestista)     |  |      |  |
| 10 | Spagna (bandiera)      | C     | Julián Ortiz              |  |      |  |
| 11 | Spagna (bandiera)      | C     | Juan Domingo de la Cruz   |  |      |  |
| 12 | Spagna (bandiera)      | A     | Xavi Crespo               |  |      |  |
| 13 | Spagna (bandiera)      | C     | Ferrán Martínez           |  |      |  |
| 14 | Canada (bandiera)      | C     | Greg Wiltjer              |  |      |  |
| 15 | Spagna (bandiera)      | GA    | Juan Antonio San Epifanio |  |      |  |
|    | Spagna (bandiera)      | P     | Jordi Soler               |  |      |  |
|    | Spagna (bandiera)      | P     | José María Alarcón        |  |      |  |
|    | Spagna (bandiera)      | All.  | Aíto García Reneses       |  |      |  |